# Austria ai Giochi della XXI Olimpiade
L'Austria partecipò ai Giochi della XXI Olimpiade che si sono svolti a Montréal dal 17 luglio al 1º agosto 1976, con una delegazione di 60 atleti impegnati in 15 discipline per un totale di 44 competizioni. Portabandiera fu il canoista Günther Pfaff, alla sua quarta Olimpiade, già vincitore di una medaglia di bronzo a Messico 1968. La squadra, alla sua diciassettesima partecipazione ai Giochi, conquistò una medaglia di bronzo con il tiratore Rudolf Dollinger, capace di ripetere l'impresa di quattro anni prima.

## Medaglie
| Medaglia | Nome             | Sport        | Evento      |
| -------- | ---------------- | ------------ | ----------- |
| Bronzo   | Rudolf Dollinger | Tiro a segno | Pistola 50m |